# Войнов, Олег Павлович
Оле́г Па́влович Во́йнов (17 мая 1949, город Ковылкино, Мордовская АССР — 25 октября 2016, город Йошкар-Ола, Республика Марий Эл) — российский государственный деятель. Мэр города Йошкар-Ола (2005—2014).

## Биография

### Ранняя жизнь
Родился 17 мая 1949 года в городе Ковылкино Мордовской АССР в семье служащих. В 1968 году окончил техническое училище сварщиков.

### Строительная карьера
Трудовую деятельность начал в 1974 году в Ковылкинском РАЙПО электросварщиком.
В 1975 году переехал в город Йошкар-Ола и поступил на работу в СМУ-15 электрогазосварщиком. Затем Войнов был переведён на должность бригадира, а в 1989 году назначен начальником цеха, вскоре — начальником управления СМУ-15.
В 1990 году Войнов окончил Йошкар-Олинский строительный техникум по специальности «Промышленное и гражданское строительство».
В 1994 году был назначен на пост генерального директора СМУ-15, который занимал до 1998 года и внёс большой вклад в развитие строительной отрасли республики. Избирался председателем профкома, секретарём партийной организации, председателем совета трудового коллектива, депутатом города Йошкар-Олы[когда?]

.

### Администрация города
В апреле 1998 года Олег Павлович перешёл в администрацию города Йошкар-Олы, став заместителем мэра, а в 2000 году — первым заместителем главы администрации города Йошкар-Олы по развитию и содержанию городской инфраструктуры. В 2001 году назначен первым заместителем главы администрации города Йошкар-Олы по развитию и содержанию городской инфраструктуры, строительству и экологии.
В 2002 году окончил Марийский государственный технический университет по специальности «Государственное и муниципальное управление». Также он окончил Российскую академию предпринимательства (Москва) по направлению «Экономика».

#### Мэр Йошкар-Олы
24 декабря 2004 года был назначен исполняющим обязанности мэром города Йошкар-Олы (главы администрации городского округа «Город Йошкар-Ола») после сложения обязанностей мэра Владимиром Тарковым в связи с истечением срока полномочий 8 февраля 2005 года решением Собрания депутатов городского округа 4-го созыва Войнов был назначен мэром.
27 ноября 2009 года был утверждён Собранием депутатов 5-го созыва на второй срок.
3 октября 2014 года в связи с истечением срока полномочий был назначен исполняющим обязанности мэра до назначения мэра города по контракту по результатам конкурса. 31 октября 2016 года на эту должность был назначен Павел Плотников, после чего Войнов возглавил МУП «Водоканал» г. Йошкар-Олы, сместив Владимира Рябкова.

### Болезнь и смерть
Олег Войнов скончался 25 октября 2016 года от онкологического заболевания. Похоронен на Туруновском кладбище Йошкар-Олы.

## Семья и личная жизнь
Был женат, имел двоих детей.

## Память
17 мая 2022 года, в 73-й День рождения бывшего мэра Йошкар-Олы О. П. Войнова, на фасаде здания № 17 по улице Чехова марийской столицы торжественно открыли мемориальную доску.

## Награды и звания
- Заслуженный строитель Республики Марий Эл.
- Почётный строитель России.
- Муниципальный знак «За заслуги перед городом».
- Орден «За заслуги перед Марий Эл» II степени (2007) — за огромный личный вклад в социально-экономическое развитие города и республики, повышение эффективности местного самоуправления, укрепление городского хозяйства.
- Ветеран труда.
- Почётная грамота Совета муниципальных образований Республики Марий Эл (2009) — за вклад в развитие местного самоуправления.
- Почётная грамота Государственного Собрания Республики Марий Эл (2009) — за значительный личный вклад в социально-экономическое и культурное развитие города.
- Почётная грамота Собрания депутатов городского округа «Город Йошкар-Ола» — за существенный вклад в становление местного самоуправления.
- Звание «Мэр года — 2009» с вручением «Золотой лавровой ветви» — Гран-При Премии «За обустройство земли Российской» в номинации «Муниципальное образование России — 2009».